# واپشرفین
واپشرفین (به هلندی: Wapserveen) یک منطقهٔ مسکونی در هلند است که در وسترفلد واقع شده‌است. واپشرفین ۸۲۰ نفر جمعیت دارد.